# Marcelo Silva
Marcelo Batista da Silva (São Paulo, 24 de Janeiro de 1973) é Yacht Club Santo Amaro velejador brasileiro da classe lightning,  Campeao Mundial e 5 vezes medalhista pan-americano.
Aprendeu a velejar aos 7 anos de idade na classe Optimist. 
Aos 16 anos, ingressou no Yacht Club Santo Amaro onde iniciou na classe Snipe com Robert Scheidt, sendo duas vezes campeao Brasileiro Jr. 
Em 1991, aos 18 anos de idade, comeca sua historia na classe lightning ao lado de  Cláudio Biekarck. e Gunnar Ficker na  participacao dos Jogos Panamericanos em Havana levando a medalha de Bronze
Em 1993, sagrou-se Campeao Mundial ao lado de Manfred e Renato Kaufmann nas aguas da Ilhabela- Brasil.
Em 1995, ganhou medalha de Prata nos jogos Panamericanos de Mar del Plata, Argentina
Em 1999, ganhou novamente medalha de Prata nos Jogos Panamericanos de Winnipeg, Canada.
Em 2007, foi medalha de Bronze nos Jogos Panamericanos do Rio de Janeiro.
Em 2010, foi medalha de Prata nos Jogos Sulamericanos de Medellin.
Em 2011,  ganhou novamente medalha de Bronze nos Jogos Panamericanos de Guadalajara e foi segundo colocado no  Campeonato Mundial em Buzios.
Campeao Sulamericano 2014  Salinas-Equador  e 2016 Sao Paulo-Brasil
Campeao Brasileiro 12 vezes : 1995-1998-2001-2003-2005-2006-2007-2010-2011-2012-2013-2016.